# Obołoń (przedsiębiorstwo)
Obołoń S.A. (ukr. ЗАТ Оболонь, ang. Obolon CJSC) – ukraiński producent piwa, wody mineralnej i napojów bezalkoholowych, m.in. coli, kwasu chlebowego i podpiwku. W skład struktury wchodzą oddziały w całej Ukrainie. Według oficjalnej witryny internetowej spółki, główny zakład produkcyjny Obołoń w Kijowie to największy europejski browar pod względem zdolności produkcyjnej (14 milionów dekalitrów piwa miesięcznie).

## Historia
Historia firmy sięga 1974 roku, kiedy rozpoczęto budowę Kijowskiego Browaru nr 3. Jako miejsce dla nowego zakładu wybrano dzielnicę Kijowa Obołoń, z powodu występujących tam ilości czystej wody artezyjskiej. Do budowy zaproszono czeskich specjalistów. Browar został uroczyście otwarty z okazji rozpoczęcia XXII Letnich Igrzysk Olimpijskich w Moskwie. Od 1983 browar nosi nazwę Obolon. W 1986 na jego bazie, a także Kijowskich Browarów nr 1 i 2 oraz Browaru Fastów, powstało Stowarzyszenie Produkcji Piwa i Napojów Bezalkoholowych „Obołoń”.
W 1992 roku firma Obołoń została sprywatyzowana jako pierwsze przedsiębiorstwo w niepodległej Ukrainie. Od tego momentu wszystkie produkty były sygnowane marką „Obolon”.
W 1993 zmieniło formę prawną na zamkniętą spółkę akcyjną.
Dalszy rozwój przedsiębiorstwa wiązał się z przejęciem w 1994 zakładów produkcyjnych w Krasiłowie (obwód chmielnicki). Ta spółka zależna produkuje obecnie wodę mineralną, napoje bezalkoholowe oraz alkoholowe pod marką „Obołoń”. W 1996 spółka „Obołoń” stała się współwłaścicielem „Sewastopolskiej Wytwórni Piwa” w Sewastopolu, „Kombinatu Piwnego” w Berszadzie (obwód winnicki). W grudniu 1997 „Obołoń” jako pierwsza na Ukrainie rozpoczęła produkcję piwa i napojów bezalkoholowych w puszkach. Niedługo później firma stała się współwłaścicielem producenta słodu „Diatkiwtsi” w Kołomyi (obwód iwanofrankowski).

## Struktura[1]
- Obołoń S.A. – główny zakład produkcyjny w Kijowie – produkcja piwa, napojów niskoalkoholowych, wody mineralnej, młóta. Centrala firmy w Kijowie
- Spółki zależne:

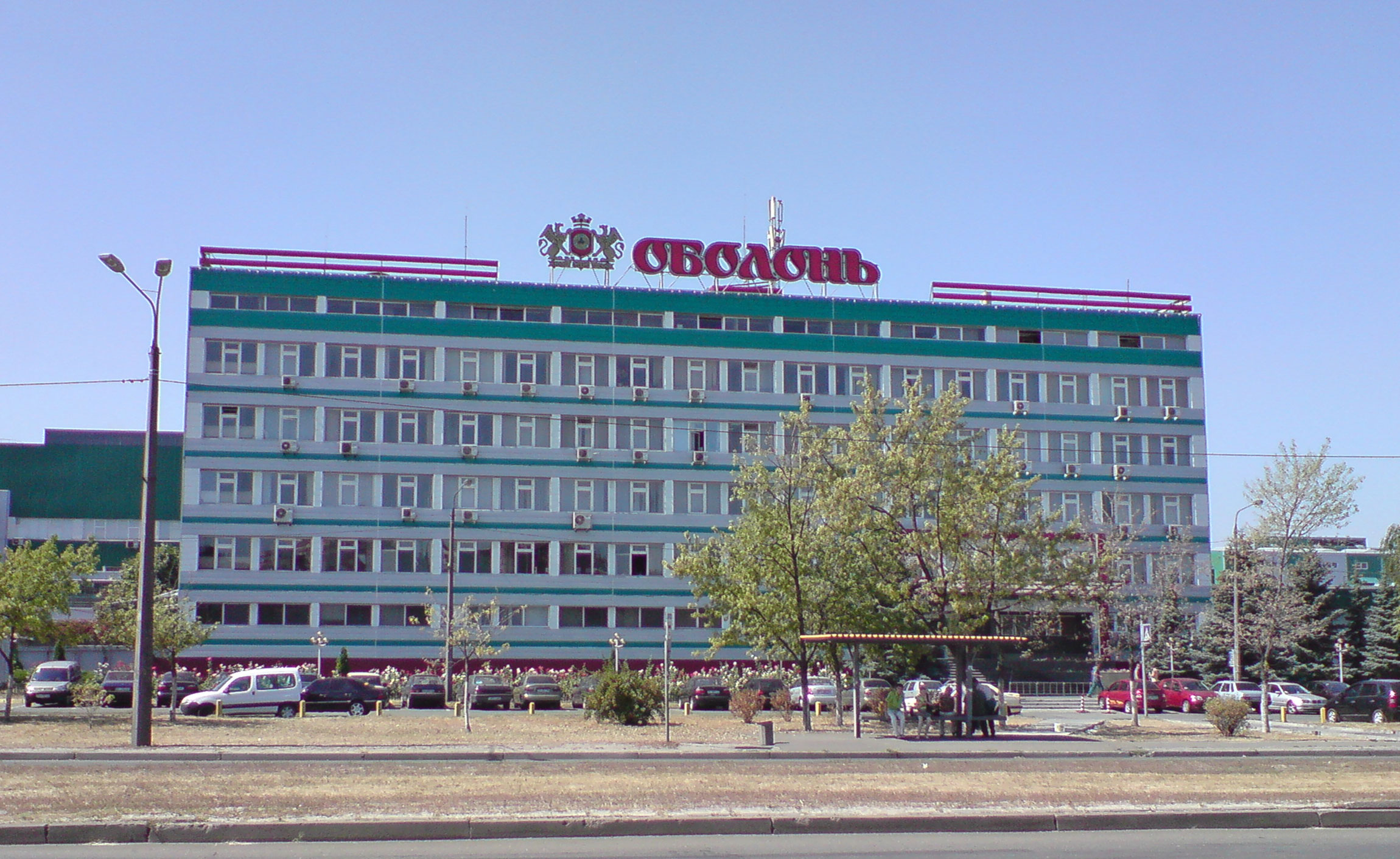
Centrala firmy w Kijowie

  - Obołoń S.A. Browar Zibert (Fastów, obwód kijowski) – produkcja piwa.
  - Obołoń S.A. Krasiłów (Krasiłów, obwód chmielnicki) – produkcja wody mineralnej, napojów nisko- i bezalkoholowych.
- Pozostałe jednostki strukturalne:
  - Browar Ochtryrka S.A. (Ochtyrka. obwód sumski) – produkcja piwa, napojów bezalkoholowych oraz słodu.
  - Zintegrowany Kompleks Berszad S.A. (Berszad, obwód winnicki) – produkcja napojów niskoalkoholowych oraz słodu.
  - Diatkiwtsi S.A. (Kołomyja, obwód iwanofrankowski) – produkcja słodu
  - Fabryka Szkła Rokytne S.A. (Rokitna, obwód kijowski, rejon rokytniański) – produkcja pojemników szklanych
- Osobne jednostki produkcyjne:
  - Zakład przemysłowy w Aleksandrii (obwód kirowohradzki) – produkcja napojów nisko- i bezalkoholowych.
  - Zakład przemysłowy w Czemerowcach (obwód chmielnicki) – produkcja słodu

## Produkty

### Dostępne w Polsce

#### Piwo

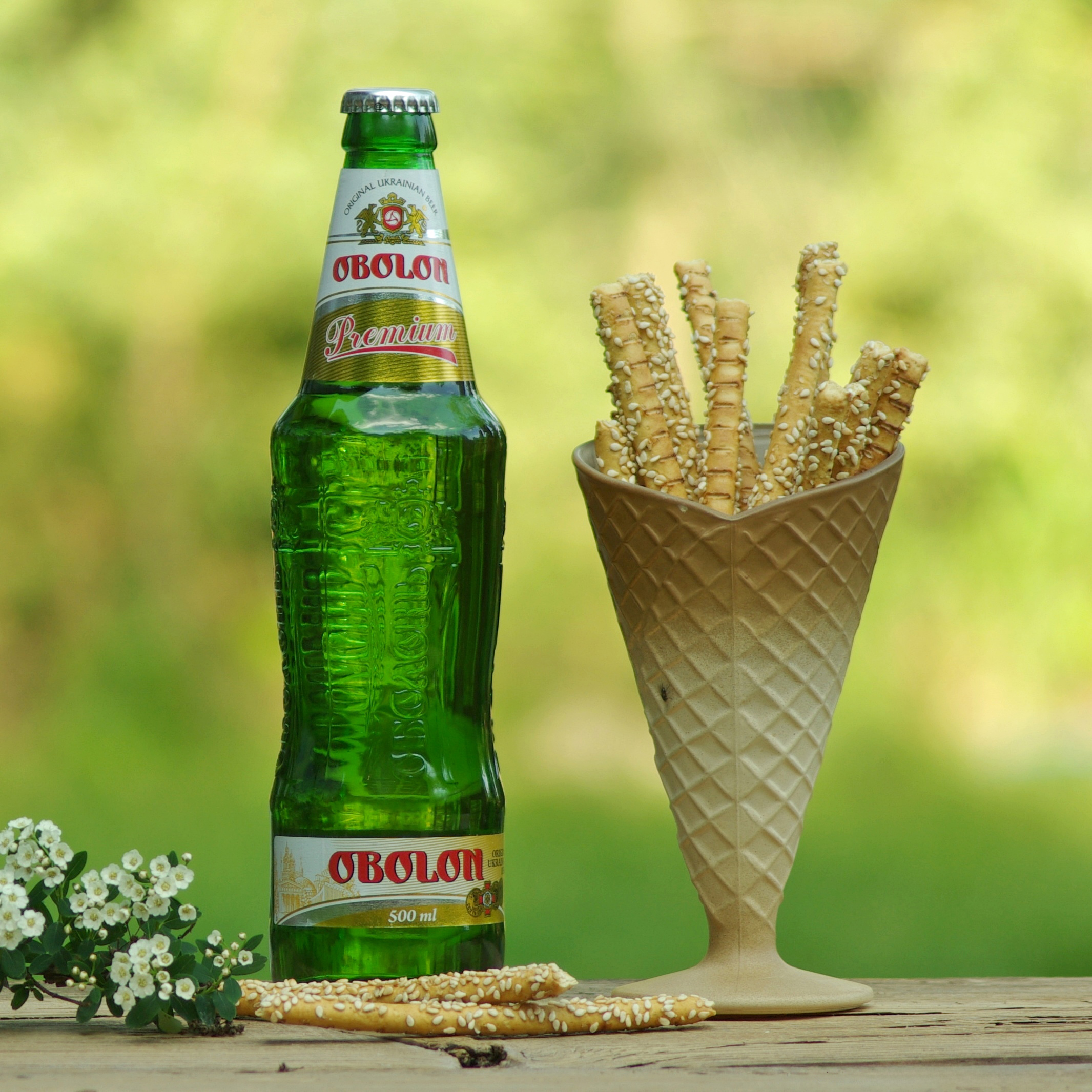
Obolon Premium

- Obołoń Białe (ukr. Оболонь Біле) – piwo pszeniczne typu belgijskiego niefiltrowane, pasteryzowane, produkowane ze słodu jęczmiennego, pszenicznego z dodatkiem kolendry i pektyn. Zawartość alkoholu 5% obj., ekstraktu 11,5% wag.
- Obołoń Pszeniczne (ukr. Оболонь Пшеничне) – piwo pszeniczne niefiltrowane, produkowane na bazie słodu pszenicznego i jęczmiennego z dodatkiem drożdży powierzchniowej fermentacji. Zawartość alkoholu 5,3% obj., ekstraktu 12,5%.
- Magnat (ukr. Maгнam) – piwo dolnej fermentacji typu lager, produkowane ze słodu jęczmiennego z dodatkiem ryżu. Zawartość alkoholu 5,3% obj., ekstraktu 12% wag.
- Obołoń Premium (ukr. Оболонь Преміум) – piwo dolnej fermentacji typu pils produkowane ze słodu jęczmiennego, z dodatkiem ryżu. Zawartość alkoholu 5,2% obj., ekstraktu 12% wag.
- Obołoń Aksamitne (ukr. Оболонь Оксамитове) – piwo ciemne o kolorze ciemnoczerwonym, produkowane z jasnego i karmelowego słodu pszenicznego. Zawartość alkoholu 5,3% obj., ekstraktu 14% wag.
- Obołoń Switłe (ukr. Оболонь Світле) – piwo dolnej fermentacji produkowane ze słodu jęczmiennego i wody źródlanej. Zawartość alkoholu 4,5% obj., ekstraktu 11% wag.
- Obołoń Soborne (ukr. Оболонь Соборне) – piwo jasne, produkowane ze słodu jęczmiennego z dodatkiem kaszy kukurydzianej i ryżu. Zawartość alkoholu 4,7% obj., ekstraktu 11,5% wag.

#### Napoje niskoalkoholowe
- Dżin-Tonik – zawartość alkoholu 8,0%.
- Rum-Cola – zawartość alkoholu 8,0%.
- Brandy-Cola – zawartość alkoholu 8,0%.

#### Napoje bezalkoholowe
- Kwas chlebowy
- Podpiwek
- Sport – napój wyrabiany z naturalnego ekstraktu z ziół Krymu
- Żywczyk – napój na bazie soku z jabłek z dodatkiem Echinacei

#### Wody mineralne
- Obolońska – mineralizacja 0,3–0,8 g/dm³
- Obolońska plus lemon – o smaku cytrynowym, mineralizacja 0,3–0,8 g/dm³
- Browarska – mineralizacja 2,5–4,5 g/dm³

### Poza Polską

#### Piwo
- Bitburger Premium Beer (produkcja na licencji)
- Carling (produkcja na licencji)
- Hike
- Beer Mix (piwa smakowe)
- Zibert (ukr. Зіберт)
- Desant (Десант)
- Achtyrskie (Охтирське)

#### Napoje niskoalkoholowe
- IceLife
- seria Koktajle Świata

#### Napoje bezalkoholowe
- Jett
- Lime, Citra, Lemonade

## Działalność poza branżą spożywczą
Firma Obołoń inwestuje w projekty związane z ograniczaniem działań niesprzyjających środowisku. Jest także zaangażowana w projekty edukacyjne, charytatywne oraz inicjatywy kulturalne.
Od 1999 jest głównym sponsorem ukraińskiego klubu piłkarskiego Obołoń Kijów, obecnie występującego w rozgrywkach Perszej lihi.
Prezes zarządu spółki i jej długoletni pracownik, Ołeksandr Słobodian, jest również działaczem sportowym oraz ukraińskim politykiem, działaczem koalicji Nasza Ukraina-Ludowa Samoobrona.